# Edith Pechey
Mary Edith Pechey (Langham, 7 oktober 1845 - Folkestone, 14 april 1908)  was een Britse arts. Ze was een van de Edinburgh Seven, een groep van vrouwelijke studenten die in maart 1869 geneeskunde ging studeren aan de Universiteit van Edinburgh. Ze was een van de eerste vrouwelijke artsen in het Verenigd Koninkrijk en een voorvechter van vrouwenrechten. Ze bracht meer dan twintig jaar door in India als arts in een vrouwenziekenhuis en was betrokken bij een reeks sociale doelen.

## Biografie
Mary Edith Pechey werd geboren in Langham, Essex, als dochter van Sarah (née Rotton), de dochter van een advocaat die, ongebruikelijk voor een vrouw van haar generatie, Grieks had gestudeerd, en William Pechey, een baptistenpredikant met een MA in theologie aan de Universiteit van Edinburgh. Nadat ze door haar ouders was opgeleid, werkte ze tot 1869 als gouvernante en lerares.

### Edinburgh Seven
Pechey reageerde op een advertentie van Sophia Jex-Blake om zich aan te sluiten bij een groep vrouwen om te kunnen toegelaten te worden aan de Universiteit van Edinburgh. Een aanvraag werd ingediend in de zomer van 1869 namens de groep van aanvankelijk vijf vrouwen (later in het jaar kwamen er nog twee bij om de Edinburgh Seven te vormen). De groep bestond uit Mary Anderson, Emily Bovell, Matilda Chaplin, Helen Evans, Sophia Jex-Blake, Edith Pechey en Isabel Thorne). De groep vroeg om een toelatingsexamen en het recht om alle lessen en examens bij te wonen die nodig waren voor een graad in de geneeskunde. Deze aanvraag werd goedgekeurd door de universiteitsrechtbank en de Universiteit van Edinburgh werd de eerste Britse universiteit die vrouwen toeliet.
De vrouwelijke studenten kregen meer en meer met vijandigheid te maken. Ze ontvingen obscene brieven, werden naar huis gevolgd, er werd vuurwerk aan de voordeur bevestigd en er werd met modder en afval naar hen gegooid. Invloedrijke leden van de medische faculteit overtuigden de universiteit er uiteindelijk van om de vrouwen hun afstuderen te weigeren door in beroep te gaan bij hogere rechtbanken. De rechtbank oordeelde uiteindelijk dat de vrouwen die een diploma hadden behaald nooit aan de cursus hadden mogen deelnemen. Hun diploma's werden ingetrokken en de campagne in Edinburgh mislukte in 1873. Een aantal van de vrouwen gingen naar Europese universiteiten die vrouwen al toestonden af te studeren en voltooiden daar hun studie.

### Medische studies en carrière
In 1873 moesten de vrouwen de strijd opgeven om in Edinburgh af te studeren. Een van de volgende stappen van Pechey was een schrijven naar het College of Physicians of Ireland om hen te vragen haar examens te laten afleggen die leidden tot een licentie in de verloskunde. Ze werkte een tijdlang in het Birmingham and Midland Hospital for Women, blijkbaar op basis van haar getuigenissen en succesvolle studies, ondanks het ontbreken van een officiële kwalificatie. Daar had ze het stokje overgenomen van Louisa Atkins, de eerste vrouwelijke chirurg van het land. Vervolgens ging ze naar de Universiteit van Bern, slaagde eind januari 1877 voor haar medische examens in het Duits en behaalde een doctoraat met haar proefschrift Upon the constitutional causes of uterine catarrh. In die tijd begon het Irish College licenties te verlenen aan vrouwelijke artsen, en Pechey slaagde in mei 1877 voor de examens in Dublin.
De daaropvolgende zes jaar oefende Pechey geneeskunde uit in Leeds, waarbij ze zich bezighield met gezondheidseducatie voor vrouwen en lezingen gaf over een aantal medische onderwerpen, waaronder verpleegkunde. Ze werd uitgenodigd om de openingsrede te houden toen de London School of Medicine for Women werd geopend. In 1880 maakte Pechey een reis naar Egypte. Pechey genoot van een vakantie op de Nijl in een dahabeeh (houten boot) en zette deze ervaring om in een artikel dat in 1880 in de Sanitary Record werd gepubliceerd. Mede als reactie op de uitsluiting van vrouwen door het Internationaal Medisch Congres richtte zij de Medical Women's Federation of England op en werd in 1882 tot president gekozen. George A. Kittredge, een Amerikaanse zakenman in Bombay, had een fonds opgericht, "medical women for India", om vrouwelijke artsen uit Engeland in India te laten werken, waar mannelijke artsen geen vrouwen mochten behandelen. Kittredge was op zoek naar geschikte artsen en Elizabeth Garrett Anderson suggereerde dat Pechey mogelijk geïnteresseerd zou zijn. Ze schreef Pechey over het idee om in Bombay te gaan werken als Senior Medical Officer (SMO) in het Cama Hospital for Women and Children. In 1883 ontmoette ze Kittredge in Parijs.

## India
Op 12 december 1883 arriveerde Pechey in Bombay en leerde al snel Hindi. Naast haar werk in het Cama Hospital had ze de leiding over de Jaffer Sulleman Dispensary voor vrouwen en na een paar jaar had ze met succes een trainingsprogramma voor verpleegsters in het Cama Hospital opgezet. Ze zette zich in om vooroordelen tegen vrouwen tegen te gaan en pleitte voor gelijke beloning en kansen voor vrouwelijke medische hulpverleners. Ze voerde ook campagne voor bredere sociale hervormingen en tegen kinderhuwelijken. Ze gaf vaak lezingen over onderwijs en opleiding voor vrouwen en was betrokken bij de Alexandra Native Girls' Educational Institution. Verschillende wetenschappelijke verenigingen nodigden haar uit om hun eerste vrouwelijke lid te worden, waaronder de senaat van de Universiteit van Bombay en de Royal Asiatic Society. In 1888 was ze lid van het dagelijks bestuur van de Bombay Natural History Society.
Ze ontmoette Herbert Musgrave Phipson (1849–1936), een hervormer, wijnhandelaar en een van de oprichters van de Bombay Natural History Society en het "medical women for India"-fonds, en trouwde met hem in maart 1889. Ze gebruikte later de achternaam Pechey-Phipson. Vijf jaar later stopte ze als gevolg van diabetes en een algemene slechte gezondheid met werken in het ziekenhuis, maar bleef ze enige tijd doorgaan met haar privépraktijk die de elite van Bombay bediende. In 1896, toen de builenpest de stad trof, speelde ze een rol bij de volksgezondheidsmaatregelen. De kritiek die ze uitte over de manier waarop de crisis werd aangepakt, bleek later van invloed te zijn bij het beheersen van een uitbraak van cholera. Ze hielp ook bij het sponsoren van een vervolgopleiding voor Rukhmabai, die een van de eerste Indiase vrouwen werd die geneeskunde beoefende.

### Latere jaren
Pechey-Phipson en haar man keerden in 1905 terug naar Engeland en al snel raakte ze betrokken bij de vrouwenkiesrechtbeweging, waarbij ze de suffragettes uit Leeds vertegenwoordigde op een congres van de International Women's Suffrage Alliance in Kopenhagen in 1906. Ze liep voorop in de Mud March-demonstratie, georganiseerd door de National Union of Women's Suffrage Societies in 1907, maar werd ziek en had al snel behandeling nodig voor borstkanker. Haar chirurg was May Thorne, dochter van Pechey-Phipson's studievriend Isabel Thorne.
Ze stierf aan kanker terwijl ze in een diabetische coma lag op 14 april 1908 in haar huis in Folkestone, Kent. Haar man zette op haar naam een studiebeurs op aan de London School of Medicine for Women, die tot 1948 regelmatig werd toegekend. In India bleef haar naam tot 1964 bestaan in het Pechey-Phipson Sanatorium for Women and Children in Nasik, Maharashtra.

## Erkenning
De Edinburgh Seven ontvingen op 6 juli 2019, 150 jaar nadat zij zouden hebben moeten afstuderen, postuum een eredoctoraat van de Universiteit van Edinburgh. De diploma's werden door een huidige groep vrouwelijke studenten van de Edinburgh Medical School in ontvangst genomen. De diploma-uitreiking was de eerste van een reeks evenementen die door de Universiteit van Edinburgh waren gepland om de prestaties en het belang van de Edinburgh Seven te herdenken.
- Gemeinsame Normdatei: 1185612947
- International Standard Name Identifier: 0000 0000 2669 8540
- Library of Congress Control Number: n86080519
- Bibliotheek van het Japanse parlement: 001175803
- Nationale Bibliotheek van Israël: 987007345129805171
- SNAC: w6m62br7
- Système universitaire de documentation: 154712108
- Virtual International Authority File: 35935747
- WorldCat: E39PBJyxmbFfMFKgfkyvvGdJDq